# Sosa (Venezuela)
Sosa is een gemeente in de Venezolaanse staat Barinas. De gemeente telt 32.800 inwoners. De hoofdplaats is Ciudad de Nutrias.